# Déline Airport
Déline Airport är en flygplats i Kanada.   Den ligger i territoriet Northwest Territories, i den centrala delen av landet, 3 600 km nordväst om huvudstaden Ottawa. Déline Airport ligger 176 meter över havet.
Terrängen runt Déline Airport är lite kuperad. Trakten är glest befolkad. Närmaste större samhälle är Deline, 1,9 km sydost om Déline Airport.